# Schatz, du strahlst ja so!
Schatz, du strahlst ja so! (Modern Problems) ist eine US-amerikanische Filmkomödie von Ken Shapiro aus dem Jahr 1981.

## Handlung
Der Fluglotse Max Fiedler ist mit seiner Arbeit im Tower, bei der es häufig sehr chaotisch zugeht, unzufrieden. Als er eines Tages Feierabend hat, geht ihm auf der Heimfahrt alles nur schief. Endlich zuhause angekommen muss er feststellen, dass ihn seine Freundin Darcy wegen seiner übertriebenen Eifersucht verlassen hat.
Max trifft sich zum Trost mit seiner Exfrau Lorraine, die ihn mit zu einer Party nimmt, damit er auf andere Gedanken kommt. Doch ist auch Darcy in Begleitung eines anderen Mannes dort, sodass sich Max zurückzieht und allein nachhause fährt. Ein großer Tanklaster vor ihm verliert eine Flüssigkeit, mit der er in Berührung kommt. Am nächsten Morgen bemerkt er, dass er über telekinetische Kräfte verfügt, kann das alles aber noch nicht einordnen. Allmählich lernt er, damit umzugehen und diese neuen Kräfte bewusst einzusetzen. Er nutzt sie, um die Verabredung von Darcy mit ihrem neuen Begleiter, Mark Winslow, zu stören. Er lässt Mark aus der Nase bluten, sodass er unter ärztlicher Aufsicht aus dem Lokal gebracht werden muss. Aber es nützt Max nichts, weil Darcy nichts mehr mit ihm zu tun haben möchte. Doch Max lässt nicht locker. Bei Darcys nächstem Ausflug mit Mark stört er die Theatervorführung, die sie gerade besuchen. Als Max Darcy tröstet, kommt es zu einer Versöhnung zwischen den beiden. Er spricht mit ihr über seine neuen Fähigkeiten, aber Darcy versteht ihn nicht so ganz. Erst als sie am Wochenende zusammen wegfahren, wird ihr klar, was er meint. Denn auch Mark Winslow erscheint uneingeladen und benimmt sich sehr aufdringlich. Max lässt ihn kurzerhand in der Luft herum wirbeln, dann mit dem Gesicht in eine Torte fallen. Darcy ist ein wenig geschockt und auch Max betrachtet sich selbst als ein Monstrum und sieht ein, vieles falsch gemacht zu haben. Max will so nicht weiterleben und hat vor, sich vom Dach der Pension zu stürzen, in der sie untergebracht sind. Erst als Darcy ihm ihre Liebe gesteht, gelingt es Max seinen „Dämon“ loszuwerden. Dieser springt auf die Haushälterin über, die nun die telekinetische Kräfte besitzt und sie nutzt, um die Hausarbeit zu erledigen.

## Hintergrund
Der Film spielte in den Kinos der USA ca. 26,15 Millionen US-Dollar ein.

## Kritiken
David Nusair bezeichnete den Film auf Reel Film Reviews als „peinlich unwitzig“, seine optische Wirkung als „schlammig“. Er kritisierte ebenfalls die Darstellungen; jene von Chevy Chase bezeichnete er als „widerwärtig sogar für seine Standards“.
Jack Sommersby schrieb auf efilmcritic.com, der Film sei die schlechteste Komödie mit Chevy Chase überhaupt. Er sei „total unangebracht“ in jeder Hinsicht.

„Bis in die Nebenrollen gut besetzte Komödie, die aber inszenatorisch kaum den erhofften Witz erzielt.“